# Kisspeptina
Las kisspeptinas (KiSS) son un conjunto de péptidos neuroactivos derivados de un precursor (pro-hormona) la pre-pro-kisspeptina, liberado por neuronas del hipotálamo. Cumplen un rol importante en la maduración sexual y el ciclo sexual femenino.

## Historia
La kisspeptina se descubrió el año 1996 por Lee y sus colaboradores en el departamento de Patología Experimental del Instituto de Investigación del Cáncer, Jake Gittlen, a cargo de la Escuela de Medicina de la Universidad Estatal de Pensilvania en Hershey; la identificaron como un inhibidor de metástasis en las líneas celulares del melanoma. La denominaron KiSS por los «besitos» (kisses) de chocolate Hershey, famosos en la localidad donde se descubrió.

## Estructura
El precursor, pre-pro-kisspeptina,  contiene 145 aminoácidos. Su posterior división genera un grupo de péptidos, las kisspeptinas, de 54, 14,13 y 10 aminoácidos (kisspeptina-54, kisspeptina-14, kisspeptina-13 y kisspeptina-10 respectivamente), todas las cuales comparten una secuencia C-terminal arginina-fenilalanina-NH2.
La secuencia de las pre-pro-kisspeptina contienen una señal de secreción, varios sitios de segmentación dibásica y un sitio de segmentación de amidación. Por la acción de furina y otras enzimas, se produce la segmentación que genera las distintas kispeptinas.

## Función
Las kisspeptinas sirven como moléculas clave que controlan la reproducción en mamíferos. Lo hacen mediante el control de la hormona liberadora de gonadotropina (GnRH) en el hipotálamo.